# Briarwood (Dakota del Nord)
Briarwood és una població dels Estats Units a l'estat de Dakota del Nord. Segons el cens del 2000 tenia 78 habitants.

## Demografia
Segons el cens del 2000, Briarwood tenia 78 habitants, 25 habitatges, i 21 famílies. La densitat de població era de 136,9 hab./km².
Dels 25 habitatges en un 56% hi vivien nens de menys de 18 anys, en un 76% hi vivien parelles casades, en un 0% dones solteres, i en un 16% no eren unitats familiars. En el 12% dels habitatges hi vivien persones soles el 4% de les quals corresponia a persones de 65 anys o més que vivien soles. El nombre mitjà de persones vivint en cada habitatge era de 3,12 i el nombre mitjà de persones que vivien en cada família era de 3,48.
Per edats la població es repartia de la següent manera: un 38,5% tenia menys de 18 anys, un 1,3% entre 18 i 24, un 24,4% entre 25 i 44, un 29,5% de 45 a 60 i un 6,4% 65 anys o més.
L'edat mediana era de 38 anys. Per cada 100 dones de 18 o més anys hi havia 128,6 homes.
La renda mediana per habitatge era de 180.508 $ i la renda mediana per família de 183.640 $. Els homes tenien una renda mediana de 100.000 $ mentre que les dones 76.250 $. La renda per capita de la població era de 57.751 $. Cap de les famílies estaven per davall del llindar de pobresa.

## Poblacions més properes
El següent diagrama mostra les poblacions més properes.